# Fundació Sobrevivientes
La Fundació Sobrevivientes és una ONG localitzada a Guatemala que té com a objectiu proporcionar suport emocional, social i legal a dones víctimes de violència que busquen justícia i protecció. L'associació és integrada per dones supervivents de violència. Va ser fundada el 2003 per Norma Cruz, activista pels drets de les dones. El 2016 va assumir la direcció de la fundació Claudia María Hernández Cruz, filla de la fundadora.

## Història

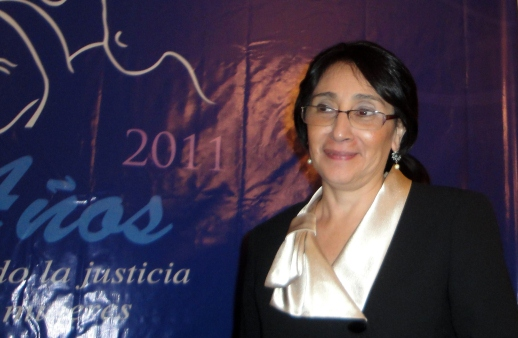
Norma Cruz, exdirectora i fundadora de Sobrevivientes, el 2011.

El 1999 Norma Cruz i la seva filla, Claudia María Hernández Cruz, que va ser víctima de violència sexual, varen començar una lluita buscant justícia. Estant ambdues en una sala d'espera del Ministeri Públic, van conèixer a un nen víctima de violació sexual. Claudia María va proposar a Norma fer alguna cosa per no quedar impassibles davant tanta impunitat. Així va començar a gestar-se el concepte que donaria vida, anys després, a la Fundació Supervivents. En aquell moment, Claudia María i Norma, van iniciar un procés d'acompanyament molt bàsic a la víctima i a la seva mare.
Altres dones es van anar afegint a la iniciativa. Professionals en dret i psicòlegs van començar a col·laborar en la causa.
El Ministeri Públic de Guatemala, la Policia Nacional Civil i d'altres institucions van començar a remetre'ls casos que requerien acompanyament. Es va obrir una petita oficina, de 5 per 5 metres, on es oferia simultàniament assessoria legal, psicoteràpia i treball social. El gener de 2003, Sobrevivientes va adoptar la figura jurídica d'associació.

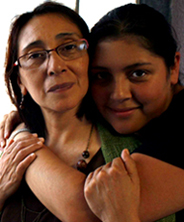
Norma Cruz i Claudia Hernández Cruz el 2008.

El cas de Claudia Hernández va arribar a debat. La primera sentencia va condemnar a vint anys per al seu padrastre, qui l'havia violat. Aquesta sentència va provocar que l'associació Sobrevivientes tingués un major impacte social i aviat els nombres de casos que atenien van augmentar. Per estalviar recursos Norma va traslladar l'oficina a casa seva, un petit habitatge a la Ciutat de Guatemala. La llar es va convertir a més d'oficina, en hostatge i alberg. Eren casos de nenes víctimes d'abusos deshonestos, incest, violacions, violència intrafamiliar, assassinat i temptativa d'assassinat. Per tal de mantenir-se econòmicament es feien col·lectes entre amics. El 14 de juny de 2006 l'associació es va convertir en la Fundació Sobrevivientes.
Segons el Departament d'Estat dels Estats Units, només durant l'any 2007, Sobrevivientes va ajudar a trobar, processar, i condemnar a 30 persones acusades d'assassinar dones. L'ONG funciona com un alberg per a les víctimes, i també lluita per a protegir a les mares amb nounats que són robats: primera baula d'una cadena de subministrament il·legal i lucratiu per a les adopcions internacionals. Sobrevivientes ha generat reformes i ha inspirat a d'altres grups i persones, dins i fora de Guatemala.

### Amenaces
Des de maig de 2009, Norma Cruz i la seva família han estat objectes de repetides amenaces de violació i assassinat a través de missatges de text i per telèfon. Encara que el govern de Guatemala els ha proporcionat protecció policial, les amenaces han continuat. Això va portar a Amnistia Internacional a designar al seu treball com a "cas prioritari" el 2011.
El març de 2011, les oficines situades en el departament de Chiquimula van ser danyades per una bomba incendiària. Ningú va resultar ferit en l'atac.

## Premis
El 2009, el Departament d'Estat dels EUA va guardonar a Norma Cruz com a Dona Coratge, indicant que era "una inspiració i símbol de coratge i esperança per a les dones a Guatemala i les dones de tot el món que estan treballant per a un canvi positiu". Va rebre el premi de la Secretaria d'Estat dels Estats Units, Hillary Clinton i de la Primera Dama Michelle Obama. El 2011, Norma Cruz va rebre la insígnia de Cavaller de la Legió d'Honor de mans de l'Ambaixador de França a Guatemala.